# 尚特梅勒
尚特梅勒（法語：Chantemerle，法語發音：[ʃɑ̃tmɛʁl]）是法国马恩省的一个市镇，属于埃佩尔奈区。

## 地理
尚特梅勒（48°36'44"N, 3°39'34"E）面积8.51 平方千米，位于法国大東部大區马恩省，该省份为法国东北部内陆省份，北起阿登省，西北接埃纳省，西南接塞纳-马恩省，南至奥布省，东南接上马恩省，东临默兹省。
与尚特梅勒接壤的市镇（或旧市镇、城区）包括：丰坦德尼尼伊西、伯通、拉塞勒苏尚特梅勒、拉福雷斯蒂耶尔、波唐日。
尚特梅勒的时区为UTC+01:00、UTC+02:00（夏令时）。

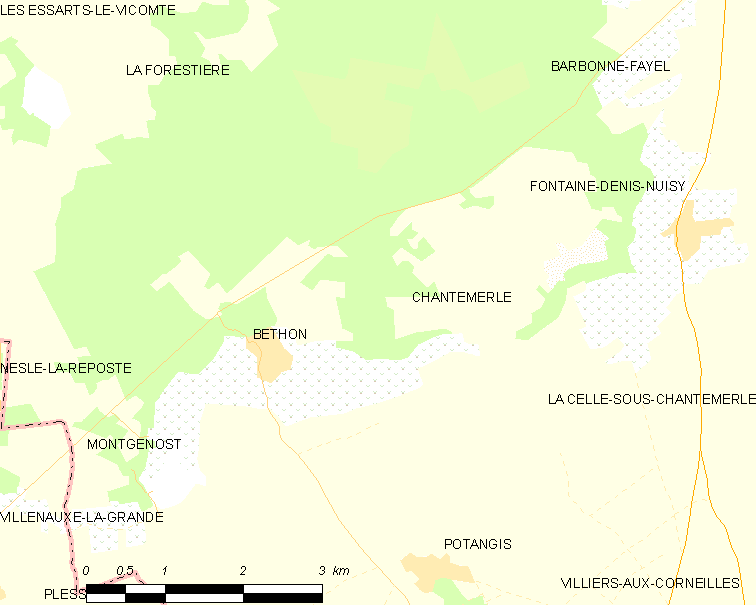
尚特梅勒的OSM定位图

## 行政
尚特梅勒的邮政编码为51260，INSEE市镇编码为51124。

## 政治
尚特梅勒所属的省级选区为塞扎讷-布里-香槟县。

## 人口

1962-2008年间尚特梅勒人口变化图示

尚特梅勒于2022年1月1日时的人口数量为49人。

## 名人
- 郎怀仁主教（Msgr.Adrien Languillat，S.J.，1808—1878），耶稣会会士，天主教直隶东南代牧区、天主教江南代牧区主教。